# Fritz Tutenberg
Fritz Tutenberg, född 14 juli 1902 i Mainz, död 1967 i Oberursel, var en tysk musikvetare, författare, översättare, operachef och regissör. 
Tutenberg, som disputerade för filosofie doktorsgrad i musikvetenskap i Kiel 1927, var först operaregissör i Hamburg och Altona till hösten 1933, då han blev operachef i Chemnitz. 
Tutenberg blev betydelsefull för receptionen av svensk konstmusik både som översättare och iscensättare. Han var aktiv i Kampfbund für Deutsche Kultur, som bekämpade modernismen och framhöll tyska värden enligt nazistiska ideal. Gynnandet av svensk musik ingick i ett ariskt kulturprogram. Som operachef i Chemnitz arbetade han målmedvetet med en svensk repertoar, gärna till egna libretton. Han förband sig också att omarbeta verk som inte var ideologiskt passande, och så skedde med Atterbergs opera Fanal före dess tyska premiär.
Tutenberg var tillsammans med Ständiga rådet drivande i tyskt uppförandet av verk av Kurt Atterberg, Natanael Berg, Albert Henneberg, Oskar Lindberg och Ture Rangström. Han författade även libretton till Lindbergs opera Fredlös och flera av Albert Hennebergs operor, var aktiv för svensk kultur även efter krigets slut, som till exempel översättare till tyska av texten till Atterbergs nionde symfoni, Sinfonia visionaria, 1955–1956.
Han deltog i kriget som soldat och återvände till Tyskland för att konstatera att operahuset i Chemnitz var bombat. Tutenberg ställdes inför rätta i en denazifieringsprocess och fick som medlöpare böter. Därefter sägs han ha varit omvänd. Efter att Tutenberg hade tackat nej till återanställning vid operahuset i Chemnitz – han ville inte bli kvar i Östtyskland –  blev Tutenberg utsedd till docent i operaregi och operadramaturgi vid Städtisches Konservatorium i Berlin 1952 och året därpå professor vid Mozarteum i Salzburg. Han var sist musikrecensent i dagstidningen Frankfurter Allgemeine Zeitung. Under hela efterkrigstiden hade Tutenberg kontakt med Atterberg och Henneberg, som på olika sätt försökte hjälpa honom utan att lyckas.
På 1930-talet fanns en stark övertygelse om att svensk musik hade en särskild kvalitet värd att beakta, parallellt med andra kulturella, så kallade germanska, värden. Detta bidrog till att Tutenberg var framgångsrik i sina strävanden.